# Buira
Buira és un poble ribagorçà al municipi de Sarroca de Bellera, a la comarca del Pallars Jussà. Fins al 1972, però, formava part de l'antic terme de Benés, de la comarca de l'Alta Ribagorça.

## Geografia
És a 2,5 km al sud-est del seu antic municipi, i cap al centre del sector meridional d'aquell antic terme, prop del límit amb Sarroca de Bellera. Actualment, ja dins d'aquest terme municipal, és una mica al nord del seu centre geogràfic.
És accessible des de Sarroca de Bellera seguint cap al nord-oest la carretera L-521, i, al cap d'1 quilòmetre, quan està a punt d'entroncar amb la N-260, surt cap al nord una pista rural asfaltada que mena a Xerallo, Castellgermà i les Esglésies. Abans d'entrar en aquest darrer poble, però, arrenca cap a llevant la pista rural en bon estat que mena a Buira en poc més d'1 quilòmetre i mig.
L'església de Buira, romànica, és dedicada a sant Corneli.

## Etimologia
Segons Joan Coromines, «Buira» procedeix del mot grecollatí «boreas» (vent del nord), que ha quedat en llocs frígids exposats als vents del nord.

## Història
A finals del segle xiv, en documents de la baronia d'Erill consta el lloc de Buira, amb 1 foc. En el capbreu del 1393, com a contribuents al castlà de Buira, hi consten 9 declarants.
En el Fogatge del 1553 hi consten quatre focs, amb el nom del poble grafiat «Buyra» (uns 20 habitants). El 1787 hi constaven 12 habitants.
Buira és un dels pobles que formaren ajuntament el 1812, a partir dels preceptes emanats de la Constitució de Cadis, però la llei municipal aprovada el 1845 obligà a agregar-se a altres ajuntaments tots aquells pobles que no arribessin a 30 veïns (caps de família). El febrer del 1847 s'agregà al Batlliu de Sas.
Pascual Madoz va incloure Buyra en el seu Diccionario geográfico... del 1845. Hi diu que és en un turó dominat per la muntanya de Santa Coloma a llevant, i al nord pel turó on és Castellvell de Bellera. Té bona ventilació i clima saludable. El poble constava de 3 cases reunides i dues una mica distants: la Mola de Damunt i la granja de Magí de la Bastida. L'administració municipal anava a càrrec de l'alcalde, regidor únic. Una única font propera al poble l'abasteix d'aigua. El terreny hi era muntanyós, aspre, trencat i de mala qualitat, propi només per a ovelles i cabres. S'hi produïa blat, patates i pastures, que lloguen als forasters, ja que els de Buira no tenen ramats propis. Formaven el poble 5 veïns (caps de família) i 28 ànimes (habitants).
El 1970 hi havia a Buira 10 habitants, que havien baixat a 6 el 1981. El 2005 es mantenien en 7.

## Serveis turístics
Buira és un dels pobles pallaresos que té una certa oferta turística. Es tracta dels Apartaments Turístics Casa Llorenç i de la Casa d'allotjament rural Casa Masover, amb restaurant obert al públic en general. Les dues ofertes depenen de la mateixa empresa, que té pàgina web.